# 黄背青冈
黄背青冈（学名：Cyclobalanopsis poilanei）为壳斗科青冈属下的一个种。